# L'Epaule
L'Epaule är en bergstopp i Schweiz.   Den ligger i distriktet Saint-Maurice och kantonen Valais, i den sydvästra delen av landet, 100 km söder om huvudstaden Bern. Toppen på L'Epaule är 3 011 meter över havet, eller 17 meter över den omgivande terrängen. Bredden vid basen är 0,11 km.
Terrängen runt L'Epaule är huvudsakligen mycket bergig. Närmaste större samhälle är Martigny, 11,2 km öster om L'Epaule. 
Trakten runt L'Epaule består i huvudsak av gräsmarker. Runt L'Epaule är det glesbefolkat, med 13 invånare per kvadratkilometer.